# Niilo Karhumäki

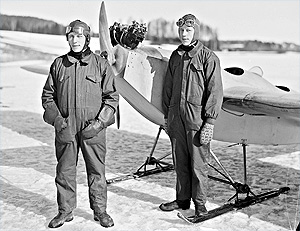
Niilo och Valto Karhumäki (1927).

Niilo Karhumäki, född 11 juni 1902 i Muldia, död 14 september 1978, var en finländsk flygpionjär. 
Karhumäki genomgick 1924 en av skyddskårerna arrangerad flygkurs och började därefter i Koljo invid Jyväskylä tillsammans med sina två yngre bröder Valto och Uuno bygga flygplan enligt instruktionerna i en tysk handbok; det första hembyggda planet av fyra togs i bruk 1926. Bröderna grundade 1925 bolaget Veljekset Karhumäki som genomförde bland annat publikflygningar och flygfotograferingar (från 1929) samt utbildade flygare. I slutet av 1930-talet flyttades flygplansfabriken till Halli, där en kontorsbyggnad (ritad av arkitekten Bertel Strömmer) färdigställdes 1940. I byggnaden invigdes 2004 en utställning av brödernas flygfotografier, omkring 40 000 bilder från 400 orter, tagna före kriget.
Under vinter- och fortsättningskrigen deltog Veljekset Karhumäki Oy i krigsansträngningarna genom att reparera flygvapnets materiel; den egna flygverksamheten låg nere. Efter andra världskriget gick bolaget ursprungligen in endast för charterflyg, men inledde 1950 regelbunden trafik, som 1961 omfattade två inrikeslinjer och utlandsrutterna Helsingfors–Stockholm (över Tammerfors) och Helsingfors–Göteborg–Luxemburg–Barcelona–Malaga (då Europas längsta). Chartertrafik på Mallorca och Kanarieöarna inleddes 1956. Flygverksamheten avknoppades 1957 till Kar-Air Oy. Efter anskaffningen av en DC-6B började man 1961 flyga över Atlanten. Konkurrensen med det statsägda bolaget blev dock i längden för svår, och 1962 såldes flygplansfabriken till Aero. Eftersom Veljekset Karhumäki var största aktieägare i Kar-Air, övertogs kontrollen även över detta bolag av Finnair, med vilket det slutgiltigt sammansmälte 1996.